# Rio Vista, Kalifornien
Rio Vista är en stad (city) i Solano County, i delstaten Kalifornien, USA. Enligt United States Census Bureau har staden en folkmängd på 7 416 invånare (2011) och en landarea på 17,3 km².

## Kända personer från Rio Vista
- Bill Wight, basebollspelare